# Macaron de Joyeuse
Pour les articles homonymes, voir Macaron (homonymie).
Le macaron de Joyeuse est une spécialité ardéchoise dont la renommée remonte au XVIe siècle.
Contrairement à la plupart des macarons, il n’est pas moelleux à l’intérieur et il présente un gout d’amandes et noisettes.

## Histoire
C'est le duc de Joyeuse qui introduit la fabrication du macaron à Joyeuse. La présence de nombreux amandiers dans le Vivarais facilita la production de macarons. C'est ainsi que le macaron devint une spécialité culinaire de la ville de Joyeuse dès le XVIe siècle.
La fabrication de macarons à Joyeuse se perpétua jusqu'au XIXe siècle. En 1867, André Maurice Pellier, pâtissier à Joyeuse, grâce à la construction d'un nouveau four modifia la cuisson des macarons et établit définitivement la recette. Aujourd'hui, la maison Charaix fabrique toujours de façon artisanale, les macarons de Joyeuse.

## Caractéristiques
Ingrédients :
- amandes,
- noisettes,
- blanc d’œufs,
- sucre,
- farine.

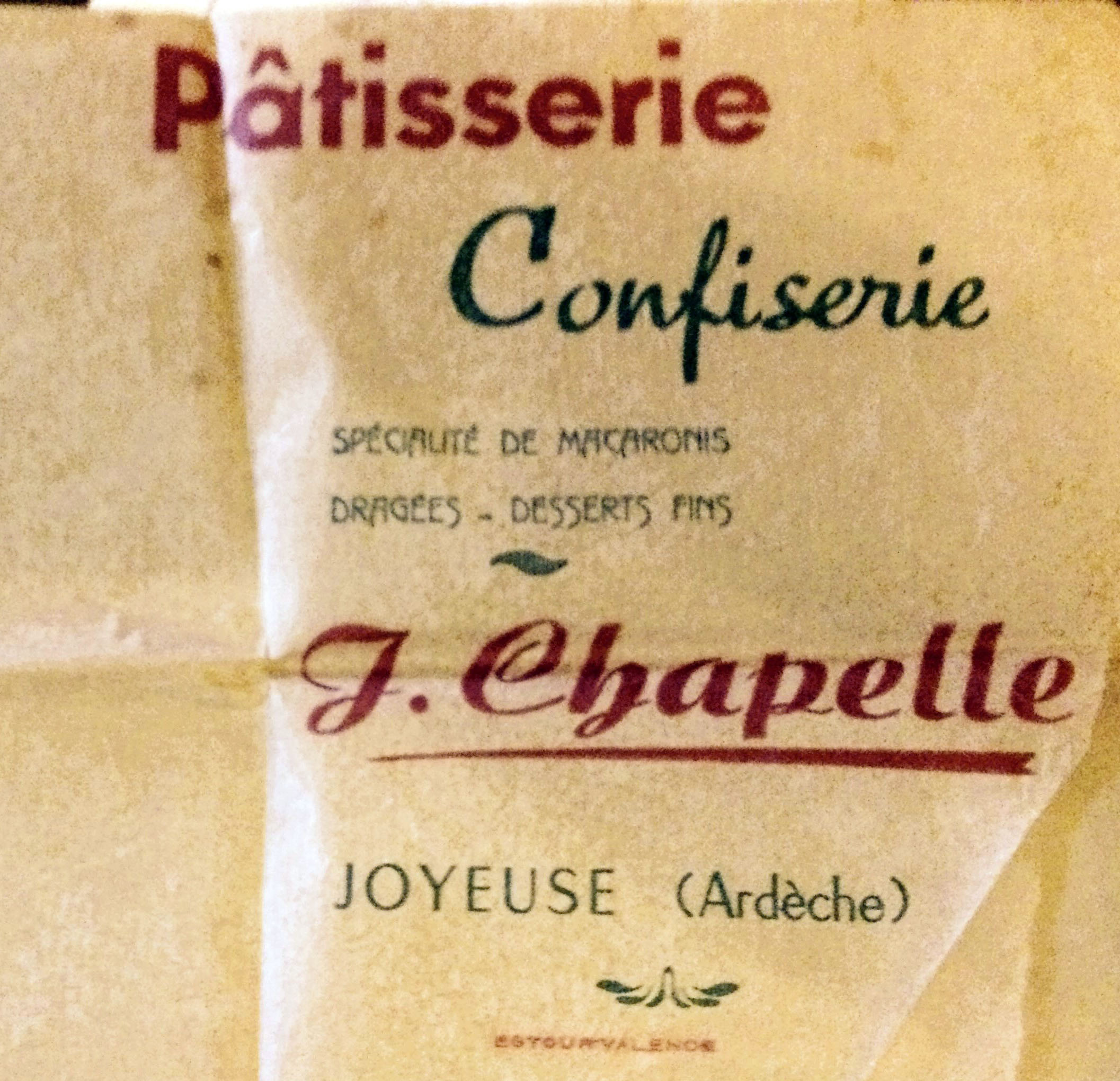
Sachet de macarons de Joyeuse (années 1950)

La méthode de fabrication permet de donner son craquant au macaron de Joyeuse en lui conservant sa douceur et son arôme d'amande tout juste caramélisée. Les macarons de Joyeuse peuvent se conserver plusieurs mois dans un endroit sec.